# Bienes Nacionales
Bienes Nacionales är en ort i Mexiko.   Den ligger i kommunen Álamo Temapache och delstaten Veracruz, i den sydöstra delen av landet, 230 km nordost om huvudstaden Mexico City. Bienes Nacionales ligger 39 meter över havet och antalet invånare är 371.
Terrängen runt Bienes Nacionales är platt. Runt Bienes Nacionales är det ganska tätbefolkat, med 65 invånare per kvadratkilometer. Närmaste större samhälle är Temapache, 14,4 km norr om Bienes Nacionales. Trakten runt Bienes Nacionales består till största delen av jordbruksmark.